# حیران علیشاه
حیران علیشاه ( ۱۸۳۴ در ماهیدشت - ۱۵ اوت ۱۹۰۵ در کرمانشاه) با نام کامل سید محمد صالح صارم السلطنه (به کردی: سه‌ی ساڵێ مایشتی) از شاعران کرد سده سیزدهم و چهاردهم و از پیروان سلسلۀ نعمت‌الهی است. وی در سال ۱۲۵۳ قمری به دنیا آمد و در سال ۱۳۲۳ درگذشت. مقبره‌اش در شهر کرمانشاه است. اشعارش عاشقانه و عارفانه و شامل مثنوی به سبک گورانی و غزل است. اشعارش توسط خوانندگان بسیاری در موسیقی استفاده شده‌است. از جمله مشهورترین این آثار آلبوم حیرانی شهرام ناظری است.

## زندگی
سید صالح ماهیدشتی در سال ۱۸۳۴ (۱۲۵۰ هجری قمری) در ماهیدشت در کرمانشاه به دنیا آمد. پس از آنکه با آمدن معصوم‌علیشاه دکنی از هندوستان به ایران و کرمانشاه طریقت نعمت‌اللهی بار دیگر در ایران احیا شد، تعدادی از کردها نیز به این طریقت گرویدند. در این میان سید صالح ماهیدشتی نیز که از سادات حسنی بود، در سن جوانی به این طریقت وارد شد. غلامرضا کیوان سمیعی با اشاره به سفر وی به شیراز در اوایل جوانی برای دیدار و سرسپاردن به منورعلی‌شاه شیرازی، این سفر را مایۀ‌آشنایی وی با دیگر مشایخ نعمت‌الهی همچون محمدحسن عبدالعلیشاه و رحمت‌علیشاه دانسته‌است. منورعلیشاه سرسپاردن او را به عبدالعلیشاه واگذار می‌کند و سیدصالح به دنبال وی از شیراز به کاشان می‌رود و چندین بار به این شهر سفر کرده و آنقدر می‌ماند تا سرانجام موفق به اخذ اجازۀ دستگیری از او می‌شود. علینقی میرزا در مقدمه‌ای که بر دیوان سید صالح نگاشته، نوشته که وی در این سفر مدام این شعر را زمزمه می‌کرد:
| من کورد عاشق مه‌ست و خراوم |  | تو وه عه‌ره‌بی مه‌ده‌ی جواوم |

سیدصالح دربارۀ این سفر و دست ارادت دادن به محمدحسن عبدالعلیشاه که اهل کاشان بوده گفته‌است:
| چونکه من مه‌جنوون کووێ نه‌جد کاشیم |  | له ده‌وڵه‌ت عشق دیوانه‌باشیم |
| عاشق عارف ڕووزگارانم             |  | باتن باتن باتندارانم      |

سید صالح با نام طریقتی حیران‌علیشاه از کاشان به کرمانشاه بازمی‌گردد و در کنار مشایخی همچون سیداسماعیل اجاق (صادق‌علیشاه) و حاج سیدآقابزرگ در آن شهر یه استقلال به دستگیری از مریدان مشفول می‌شود. از جمله مریدان سرشناس سید صالح می‌توان به افرادی مانند ابوالقاسم لاهوتی، میرزا حسین‌خان فرهنگ زنگنه (ملقب به نظام‌الدیوان و متخلص به نظامی)، ناصری کرمانشاهانی، نواب احمد میرزا صارم، شاهزادۀ‌ قاجار امیرمحترم دولتشاهی، محمدحسن‌خان صارم‌السلطنه امیرتومان، میرزا ابوالقاسم‌خان مستوفی صدیق‌السلطنه، سهیلی خوشنویس، مصطفی‌خان سهیلی وکیل دفتر خوشنویس، عزیزالله‌خان مطفرزنگنه، سعیدنظام، محمدخان سعیدنظام، میرزا فیض‌الله‌جان مستوفی (متخلص به وفا)، صارم همایون، مقرب‌الخاقان علی‌آقابیگ، و آقاسیدکریم اشاره کرد.
مریدان سید صالح برای وی در کرمانشاه در مسیر دروازه اصفهان و بر مزار آقامحمدتقی کرمانی (مطفرعلیشاه) خانقاهی ساختند که بعداً خود سید صالح نیز در آن به خاک سپرده‌شد. درویشان در مراسم و اعیاد مذهبی و نیز هر شب جمعه در خانقاه اجتماع کرده و به خواندن اشعار کردی سید صالح می‌پرداختند. فریدالملک قراگوزلو کارگزار مهام خارجه که در زمان حیات سید صالح به کرمانشاه آمده، دربارۀ این خانقاه در خاطرت خود می‌نویسد:
۲۹ صفر ۲۲ طرف عصر به خانقاه جناب عمده‌السالکین آقای آقاسید صالح به روضه رفتم، از وضع مجلس روضۀ ایشان که اغلب از دراویش و فقرا و بی‌ریا بود خوشم آمد. جناب آقای سید صالح را تا آن روز ملاقات نکرده‌بودم. شخص مرتاض ساکت دیدم سناً قریب هفتاد به نظر آمد.»
سید صالح دست‌کم دو بار به عتبات مسافرت کرد. بار نخست به وصیت منورعلیشاه تدفین وی را در عتبات عالیات انجام داد؛ و بار دوم به همراه اسدالله‌خان ظهوری زنگنه که وی نیز از مریدان عبدالعلیشاه بود به آن منطقه رفت. وی همچنین یک سفر نیز به مشهد داشته‌است.
سید صالح ماهیدشتی در ۱۵ اوت سال ۱۹۰۵ (۱۳ جمادی‌الثانی ۱۳۲۳ هجری قمری، ۲۴ مرداد ۱۲۸۴ خورشیدی) در کرمانشاه درگذشت. او پس از مرگش کسی را به‌عنوان جانشین خودش انتخاب نکرد.

### غائلۀ حمله به خانقاه سید صالح
سید صالح نسخۀ دستنویس دیوان خود را برای تجلید به یکی از مریدانش به نام میرزا رضاقلی مشرف قورخانه که به صحافی اشتفال داشته می‌دهد و تذکر می‌دهد که کسی از محتوای آن خبردار نشود. اما او به سبب اشتغال بیش از حد، کتاب را به صحاف دیگری می‌سپارد و آن فرد کتاب را خوانده و به مصرعی برخورد می‌کند که سید صالح می‌گوید: «پیرو استاد روح‌الامینم». او تصور می‌کند که حرف «واو» کلمۀ پیرو جدا از این واژه بود و آن را بدین‌گونه می‌جواند: «پیر و استادِ روح‌الامینم». او دیگران را از این امر آگاه می‌کند و خبر به گوش حاکمان و علمای شیعۀ شهر می‌رسد. جمعی خواهان تبعید او می‌شوند و عده‌ای به سمت خانقاه به راه می‌افتند. انوشیروان میرزا ضیاءالدوله نایب‌الحکومۀ وقت کرمانشاه توسط خازن نظام و صارم‌السلطنه برای او پیغام می‌فرستد که تا رفع بلوا از شهر خارج شود. اما سید صالح مخالفت می‌کند و می‌گوید «نه من بدان درجه از سعادت رسیده‌ام و نه مردم بدان پایه از شقاوت.» در نهایت یکی از علمای شهر جلوی جمعیت متعصبین را گرفته و به‌بهانۀ استجازه از آیت‌الله میرزا محمدحسن شیرازی آنان را متفرق می‌کند. سپس به میرزای شیرازی نامه می‌نویسد و او نیز در پاسخ می‌گوید که: «شما سعی کنید اگر بدی در میان شما هست، او را به راه راست هدایت کنید، وگرنه کشتن یک نفر سید منزوی و وارسته به توهم الحاد و ارتداد کار پسندیده‌ای نیست.»

## اشعار سید صالح ماهیدشتی
سید صالح ماهیدشتی در سرودن شعر کردی توانا بوده و همچنین بیشتر اشعار او دارای مفاهیم عرفانی بوده‌است. محمدعلی سلطانی هم اشعار کردی و هم اشعار فارسی وی را از نظر ارزش ادبی غنی دانسته و زبان آن را روان و گویا عنوان کرده‌است و معتقد است که وی برای نخستین بار اصطلاحات نوی صوفیانه همچون کهنه خواص، قلاش، قلندری، پیره غلام و ... را وارد زبان شعری حوزۀ‌ فرهنگی خود کرده‌است. به لحاظ زبان شعری، می‌توان اشعار کردی وی را در سنت شعری گورانی و هورامی دسته‌بندی کرد،‌ اما سلطانی معتقد است برخی از اصطلاحات هورامی به سبب تصحیح دیوان وی توسط میرزا عبدالقادر پاوه‌ای وارد کار وی شده‌اند.

## نمونه اشعار
| دڵبه‌ر تو دۊنم، دڵبه‌ر تو دۊنم    |  | دڵبه‌ر تو دای وه‌ غاره‌ت، ئیمان و دینم |
| جوان بیم نه عشق، تو پیرم کردی   |  | و زه‌نجیر زڵف ئه‌سیرم کردی            |
| کی وات مِن مه‌خمور، جام شراوم     |  | دو دیده‌ی مه‌سد کردن خراوم            |
| خدا داد له ده‌س، چاوره‌ش چاوره‌شان |  | خوه‌شخوو، خوه‌ش له‌هجه، شیرین مه‌هوه‌شان |
| له به‌س ته‌وبه که‌م مه‌شکنن ته‌وبم   |  | ته‌وبه توبه‌م بوو له ده‌س تو ته‌وبم     |
| من وه‌ کوو بچم، رۊ وه‌ کوو بارم   |  | وه‌ هه‌ر جا مه‌چم هه‌ر گرفتارم          |
| سه‌ید صالح تو دوهوس شاه مه‌ردانی  |  | په‌ی چی خاتر ریش بار ئوسیانی         |

| دۊنم و چاو                      |  | جه‌ماڵ دڵبه‌ر دۊنم وه‌ چه‌و        |
| بێحجاب نه پێشت، بێپه‌رده له ناو  |  | هه‌م له‌ بیداری، هم له دڵ خه‌و    |
| لازم نه‌داروو سبووت وه‌ شاهد      |  | من خودام دیه‌ن خوداێ واحد       |
| ئه‌ر ماچی کفره‌ن، په‌س ئیمان کامه‌ن |  | پایه‌ی ئیمانت له چه مه‌قامه‌ن     |
| سینه‌ی بێکینم مه‌مله‌و له نۊر بی   |  | ره‌فع زوڵمه‌ت بی، ته‌جه‌لی توور بی |
| لسان کوردیم، که‌لام حه‌قه‌ن        |  | واته‌ی من که‌لام، حه‌ق متله‌قه‌ن    |
| ئه‌گه‌ر موخاڵف دین موبینه‌ن        |  | له‌کوم دینه‌کوم وه‌لی دینه‌ن       |

## چاپ کتاب
اشعار سید صالح ماهیدشتی نخستین بار در سال ۱۹۱۷ (۱۳۳۶ هجری قمری) در چاپخانۀ شرافت احمدی در کرمانشاه در کتابی با نام کنز العرفان به چاپ رسیده‌است. محمدعلی سلطانی از این کتاب به عنوان دومین کتاب چاپی به زبان کردی در ایران پس از رسالۀ نه‌زانی سعیدخان کردستانی یاد کرده‌است. این کتاب در سال ۱۳۲۴ خورشیدی به کوشش و با مقدمۀ حسن حیرانی تجدید چاپ شده‌است.
محمدعلی سلطانی با مشخصات زیر به چاپ رسیده‌است:
- ماهیدشتی، محمد صالح، حیران‌علیشاه. کنز العرفان، تصحیح و مقابله و مقدمه و شرح احوال شاعر به سعی و اهتمام محمدعلی سلطانی؛ خط فریبا مقصودی، ت‍ه‍ران: سُه‍ا، ۱۳۸۵.

### تصحیح‌ها
سید صالح ماهیدشتی با میرزا عبدالقادر پاوه‌ای رابطۀ نزدیکی داشت و به سبب همین نزدیکی و معاشرت، دیوان خود را برای تصحیح به وی سپرد. این تصحیح مبنای نخستین چاپ کتاب بوده که به کوشش محمدحسن‌خان صارم‌السلطنه انجام شده‌است و غلط‌ها فراوانی نیز داشته‌است. دومین تصحیح کتاب را محمدعلی سلطانی انجام داده که در انجام آن علاوه بر نسخۀ چاپی، چندین نسخۀ خطی نیز مبنا قرار داده‌است و خوشنویسی آن را فریبا مقصودی بر عهده داشته‌است.

## مقبره
قبر سید صالح ماهیدشتی در شهر کرمانشاه و در خیابان رشیدی در مکان خانقاه مظفریه قرار دارد. این قبر در گورستان قدیمی شهر کرمانشاه، در مسیر یکی از دروازه‌های قدیمی شهر کرمانشاه که به دروازه اصفهان معروف بوده‌است، در کنار مقبرۀ ملاعبدالجلیل زنگنه کرکوکی، مظفرعلیشاه کرمانی و نیز شاه تیمور بانیارانی واقع شده‌است.

## جایگاه در موسیقی
بسیاری از اشعار سید صالح ماهیدشتی توسط موسیقیدانان آهنگ‌سازی شده و خوانده شده‌است که از آن‌جمله می‌توان به اشعار زیر اشاره کرد:
| نام آهنگ          | شاعر              | خواننده        |
| ----------------- | ----------------- | -------------- |
| یاوه‌ران مه‌سم      | سید صالح ماهیدشتی | شهرام ناظری    |
| یا هوو یا مه‌ن هوو | سید صالح ماهیدشتی | خشایار کاکاوند |
| مه‌ست مه‌یخانه‌ت     | سید صالح ماهیدشتی | خشایار کاکاوند |
| یار شیرین         | سید صالح ماهیدشتی | جواد عزیزی     |
| قلندرانه          | سید صالح ماهیدشتی | عزیز شاهرخ     |
| تابلۆێ ژیان       | سید صالح ماهیدشتی | عزیز شاهرخ     |
| ئێعجاز            | سید صالح ماهیدشتی | جمشید عزیزخانی |
| باده نوشان        | سید صالح ماهیدشتی | گروه باڵوه‌شان  |

## یادبود
آلبوم موسیقی بانگ اهورایی با آهنگسازی و خوانندگی رامین کاکاوند توسط مرکز موسیقی حوزۀ هنری در یادبود سید صالح ماهیدشتی منتشر شده‌است.